# Santana do Matos
Santana do Matos, municipio en el estado del Rio Grande del Norte (Brasil), localizado en la microrregión de la Sierra de Santana. De acuerdo con el IBGE (Instituto Brasilero de Geografía y Estadística), en el año 2003 su población era estimada en 16.472 habitantes. Área territorial de 1.420 km².

## Historia

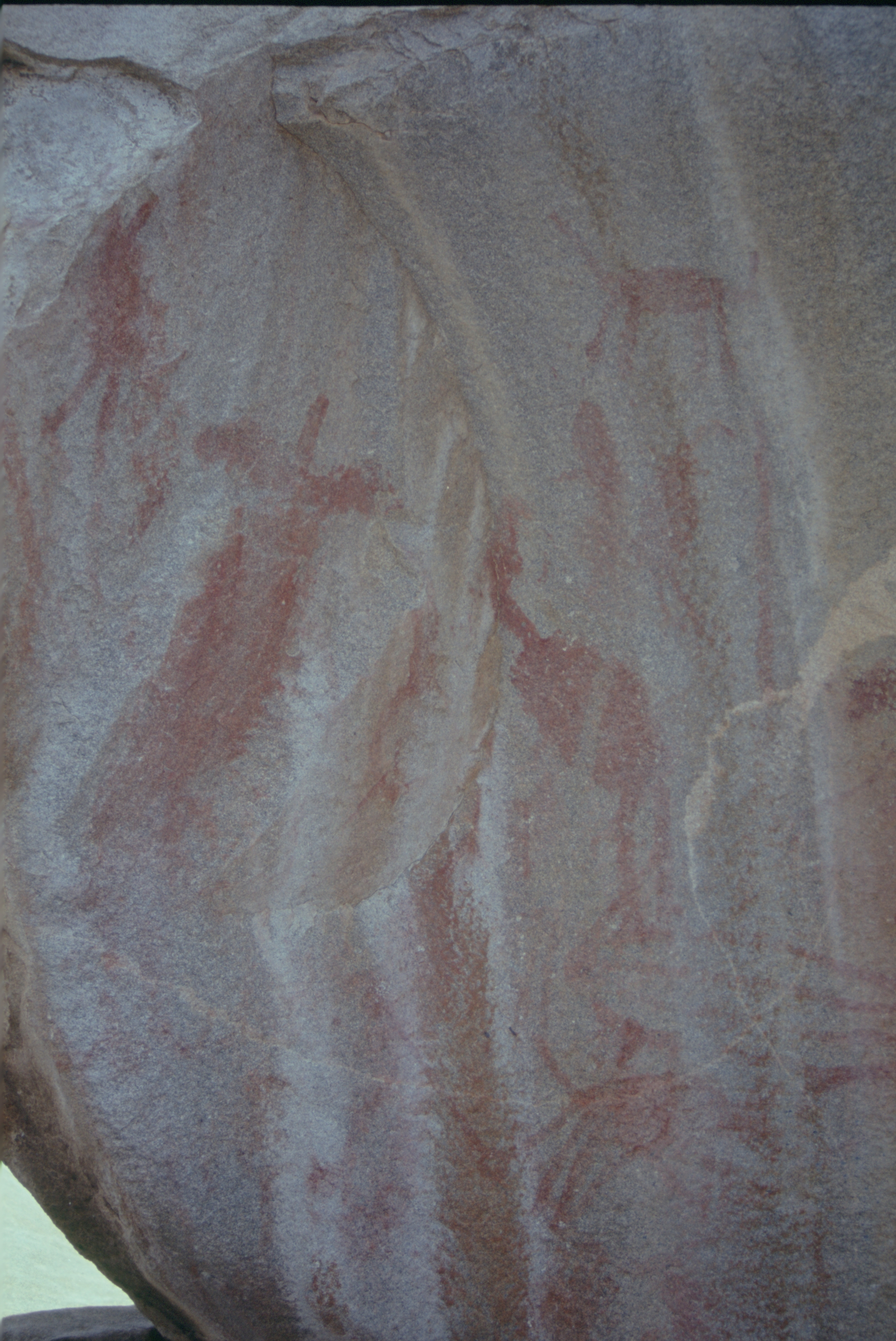
Pintura rupestre

La arqueología brasilera estima que hace por los menos 9 mil años el sertón nordestino es habitado por grupos humanos. Los primeros habitantes del sertón potiguar (paleoamerindios) fueron, probablemente, pueblos nómadas, cazadores y coletores de alimentos.
Cuando los portugueses llegaron a las tierras que hoy denominamos Rio Grande do Norte, a lo largo del siglo XVI, encontraron en la región dos grandes grupos indígenas: los Potiguar, de lengua Tupi, habitantes del litoral, y los Tapuia, de lengua Macro-Gê, en el sertón. En el interior, los Tapuia estaban subdividos entre los Trairi y los Cariri. La región de Santana era habitada por los Tarairiu, de las tribus Jandui, Ariu y Canindé.
El conflicto con los colonizadores/invasores portugueses fue inevitable. Al adentrar el sertón con la ganadería y las campañas de captura de indios para el trabajo esclavo, a lo largo del siglo XVII, los portugueses luego se vieron confrontados con pueblos valientes.
Inicialmente fue denominado de Villa Nueva de la Princesa. La Ley provincial n.º 124,del 16 de octubre de 1845, concedió a la Villa Nueva de la Princesa foros de ciudad con el nombre de Açu. El municipio fue posteriormente separado entre los municipios de Santana, Jucurutu, Angicos, Sao Rafael, Lages, Bodó, Itajá y Fernando Pedroza
El día 13 de octubre de 1836, de acuerdo con la ley n° 9, Santana do Matos se separó de Açu, se tornó municipio. Pero el día 6 de agosto de 1855, por la Resolución Provincial de n.º 314, el municipio volvió a la condición de poblado, siendo restablecido definitivamente como municipio un mes después, el día 5 de septiembre del mismo año.

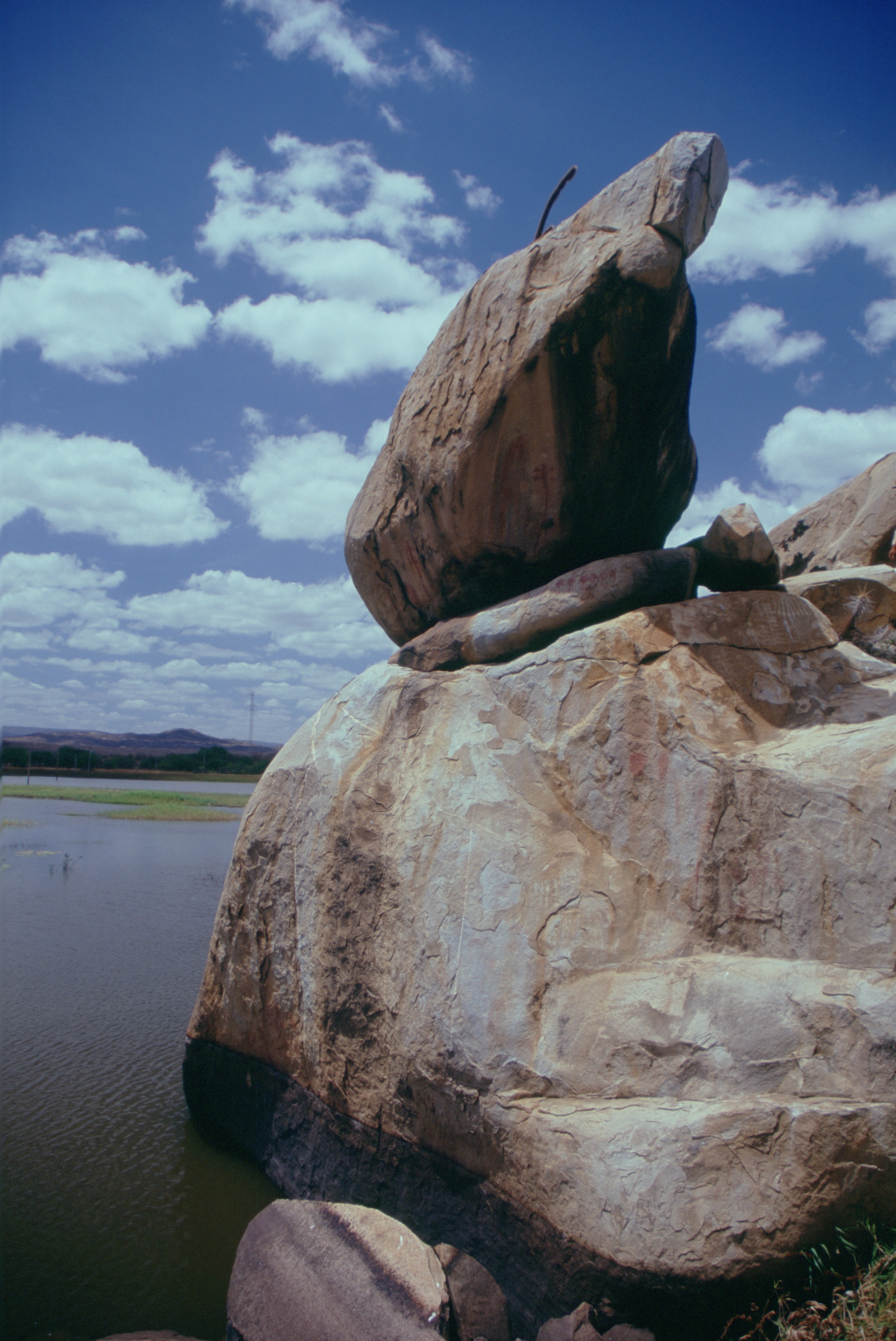
Pintura rupestre

## Deportes
En Santana do Matos el deporte más praticado es el fútbol de salón, praticado en el gimnasio polideportivo David Azevedo y en la cuadra de deportes José Alípio de Macêdo. Otro deporte también praticado en la ciudad es el fútbol, praticado en el estadio de fútbol municipal.